# Chrysosoma vividum
Chrysosoma vividum är en tvåvingeart som beskrevs av Becker 1923. Chrysosoma vividum ingår i släktet Chrysosoma och familjen styltflugor. Inga underarter finns listade i Catalogue of Life.